# فلورنس لابادی
فلورنس لابادی (انگلیسی: Florence La Badie؛ ۲۷ آوریل ۱۸۸۸ – ۱۳ اکتبر ۱۹۱۷) یک هنرپیشه دوران صامت اهل ایالات متحده آمریکا بود.
او در سن ۲۹ سالگی و در اوج موفقیت شغلی، در اثرِ یک سانحهٔ اتومبیل، درگذشت.

## نگارخانه

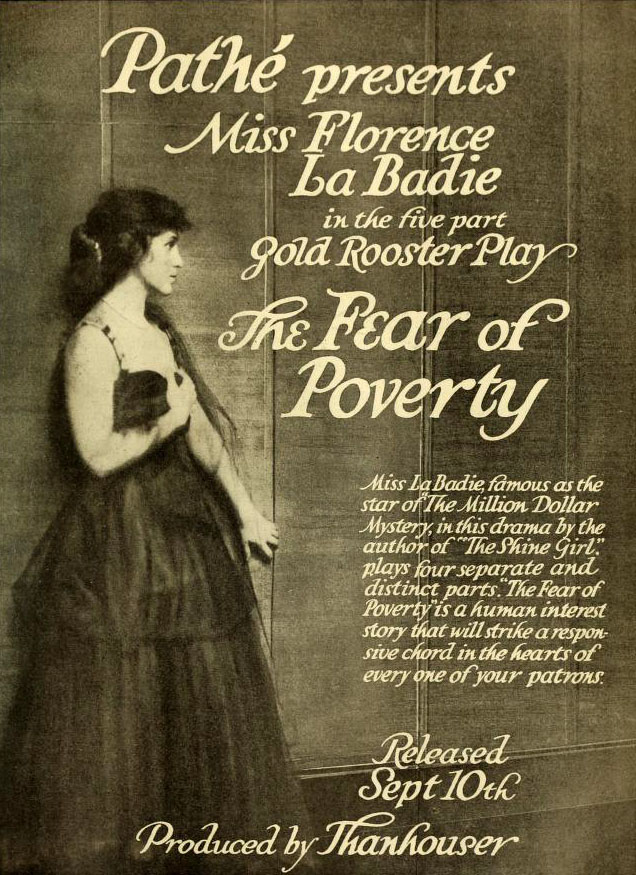
ترس از فقر (۱۹۱۶)
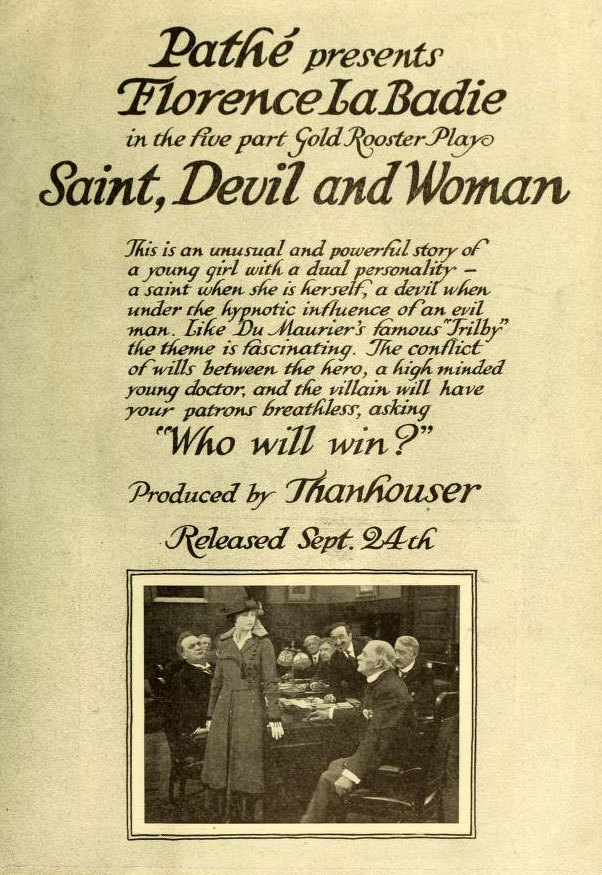
قدیس، ابلیس و زن (۱۹۱۶)
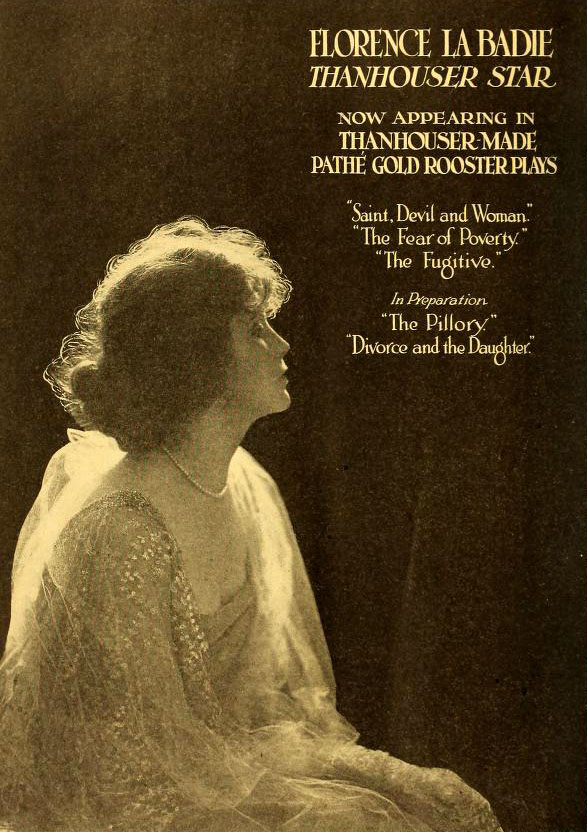
آگهی (۱۹۱۶)
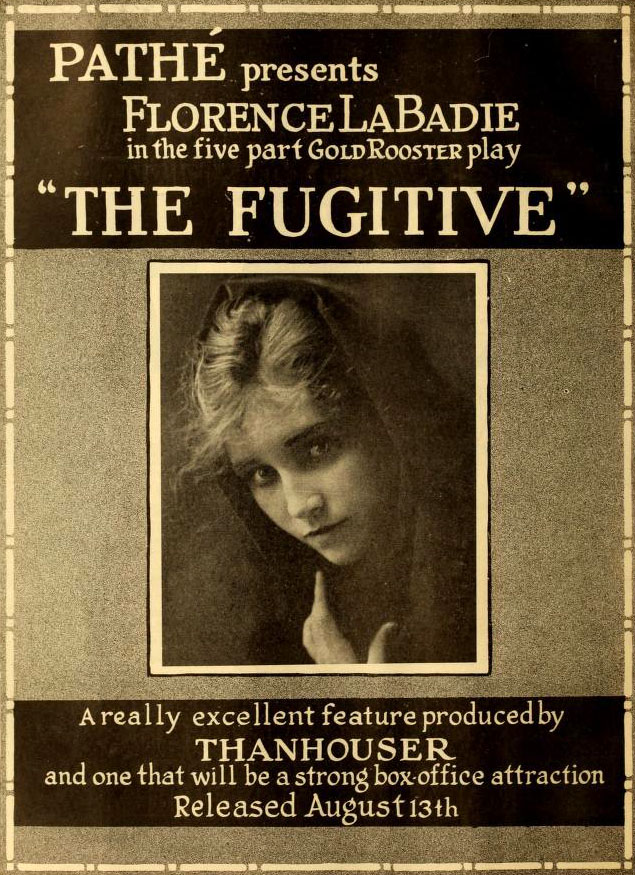
فراری (۱۹۱۶)